# Agios Efstratios
Die griechische Insel Agios Efstratios (griechisch Άγιος Ευστράτιος (m. sg.)), von den Bewohnern Ai Stratis (Άη Στράτης) genannt, bildet zusammen mit einigen Felseninseln eine Gemeinde und gemeinsam mit Limnos den Regionalbezirk Limnos in der Region Nördliche Ägäis. Nach der Volkszählung von 2011 zählt die Insel 270 Bewohner.
Der heutige Name ist auf den Heiligen Eustratios zurückzuführen, der in der Zeit des Byzantinischen Bilderstreits Zuflucht vor Leo III. auf der Insel suchte.

## Lage

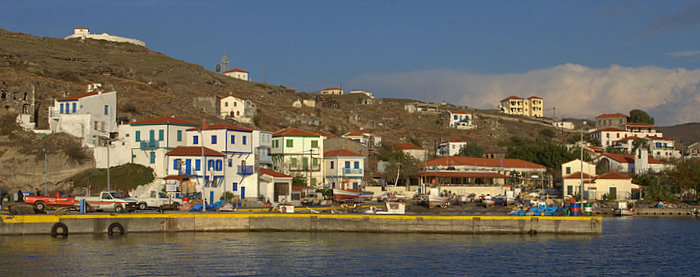
Blick auf die Ortschaft Agios Efstratios

Agios Efstratios liegt in der nördlichen Ägäis etwa 30 km südlich von Limnos, 60 km nordöstlich von Skyros und 76 km nordwestlich von Lesbos. Die Insel ist vulkanischen Ursprungs, die größtenteils steilen Küstenabschnitte sind mit Klippen und Grotten durchsetzt. Im Nordosten befindet sich in der Gegend Alonitsi das größte Tal der Insel. Bei einer Länge von 11 km und einer max. Breite von 6 km ist die Insel 42,08 km² groß. Da mehrere Berge eine Höhe um 300 m haben, variieren die Angaben über Höhe und Berg je nach Quellenlage. Der Simadi (Σημάδι) wird mit 298 m (288 m) angegeben, der Lemoni Rachi ebenfalls mit 298 m.
In der näheren Umgebung von Agios Efstratios liegen zahlreiche Felseninselchen, von denen Daskalio, Velia und die Agii Apostoli die größten sind.

## Geschichte
Siedlungsüberreste aus unterschiedlichen Epochen an verschiedenen Stellen lassen darauf schließen, dass die Insel seit dem 3. Jahrtausend v. Chr. bis in byzantinische Zeit bewohnt war. So konnten bronzezeitliche Siedlungsüberreste aus dem 3. Jahrtausend v. Chr., eine mykenische Siedlung, eine antike Stadt und ein antiker Friedhof nachgewiesen werden.
Wegen der bis zum späten 14. Jahrhundert anhaltenden Piratenüberfälle wurde die Insel vermutlich während des 15. Jahrhunderts verlassen. Der osmanische Kartograph Piri Reis beschrieb sie 1520 als unbewohnt. Mitte des 16. Jahrhunderts wurde die Insel an der heutigen Hafenbucht wiederbesiedelt.
Ein Erdbeben am 20. Februar 1968 mit der Stärke 7,2 auf der Momenten-Magnituden-Skala hatte sein Epizentrum südwestlich der Insel. Es zerstörte den Hafen und den gleichnamigen Hauptort der Insel fast vollständig. Die 1727 erbaute Basilika Agios Vasilios (Άγιος Βασίλειος) war eines der wenigen Bauwerke, das dem Erdbeben standhielt. Wegen der starken Zerstörung musste der Ort wiedererrichtet werden.
Die Landgemeinde Agios Efstratios (Kinotita Agiou Efstratiou Κοινότητα Αγίου Ευστρατίου) wurde 1918 gegründet. Mit der Umsetzung der Verwaltungsreform 2010 erhielt Agios Efstratios den Status einer Gemeinde (Dimos Agiou Efstratiou Δήμος Αγίου Ευστρατίου).
Im Juni 2017 wurde die Insel von einer extremen Heuschreckenplage heimgesucht, so dass der Notstand ausgerufen werden musste.
| Jahr      | 1920 | 1928 | 1940 | 1951 | 1961 | 1971 | 1981 | 1991 | 2001 | 2011 |
| --------- | ---- | ---- | ---- | ---- | ---- | ---- | ---- | ---- | ---- | ---- |
| Einwohner | 894  | 786  | 1131 | 3849 | 1061 | 422  | 269  | 286  | 371  | 270  |

### Verbannungsort
Zwischen 1928 und 1963 wurden zahlreiche politische Gefangene auf die abgelegene Insel verbannt. Von 1936 bis 1948 gab es 300 Gefangene. Insgesamt sollen 6.000 Oppositionelle interniert gewesen sein, die ihr Leben selbst zu organisieren hatten. Die Gefangenen lebten überwiegend in Zelten und selbsterrichteten Hütten. Durch Unterernährung und Krankheiten gab es zahlreiche Todesfälle. Unter den Gefangenen befanden sich die Dichter und Schriftsteller Giannis Ritsos, Tasos Livaditis, Kostas Varnalis und Nikos Karouzos, der Komponist Mikis Theodorakis und der Schauspieler Manos Katrakis.
Der Politiker und Widerstandskämpfer Evripidis Bakirtzis wurde zweimal nach Agios Efstratios verbannt.

## Flora und Fauna

### Flora
Agios Efstratios ist zu über 60 % mit den typischen Vertretern der Phrygana und Macchia bewachsen. Hier gedeiht auch die Dornige Flockenblume (Centaurea spinosa). Im Nordosten befindet sich ein zerstreuter Bestand der Valonea-Eiche (Quercus macrolepis). In der Nähe des Dorfes kommen zudem Silber-Weide (Salix alba), Weißpappel (Populus alba) und Mönchspfeffer (Vitex agnus-castus) vor. Weinbau wurde bis 1968 betrieben, nach dem Erdbeben kam es zu Veränderungen im Untergrund, wodurch die Reben vertrockneten und abstarben.
Die gesamte Insel, ihre Küste und das sie unmittelbar umgebende Meer ist unter dem Namen Agios Efstratios kai paraktia thalassia zoni (Άγιος Ευστράτιος και παράκτια θαλάσσια ζώνη) GR4110002 als botanisches Natura 2000 Schutzgebiet ausgewiesen.

### Fauna
Die Klippen und Grotten der Steilküste bieten der Mittelmeer-Mönchsrobbe (Monachus monachus) Lebensraum und Schutz. Die Art ist in der nationalen und internationalen Roten Liste als vom Aussterben bedrohten (CR – Critically Endangered) eingestuft.
Die gesamte Insel und das angrenzende Meeresgebiet sind als Europäisches Vogelschutzgebiet GR 4110014 Agios Efstratios (Νήσος Άγιος Ευστράτιος και θαλάσσια ζώνη) in den europaweiten Biotopverbund Natura 2000 aufgenommen, weil schützenswerte Vogelarten hier brüten. Auf den Inseln der nördlichen Ägäis befinden sich die bedeutendsten Kolonien der Krähenscharben. Die Brutgebiete auf Agios Efstratios liegen an unzugänglichen Standorten der schroffen Felsküste sowie auf den kleinen vorgelagerten Felseninseln. Von den in Griechenland geschätzten 1.000 bis 1.200 Paaren brüten bis zu 60 auf der Insel. Schätzung gehen davon aus, dass bis zu 50 Vögel auf der Insel überwintern. Daneben ist die Insel Brutgebiet von bis zu 300 Paaren von Eleonorenfalken und von Mittelmeer-Sturmtaucher.
Die Herpetofauna von Agios Efstratios umfasst die vier Arten Mediodactylus kotschyi, Ophisops elegans, Ophisaurus apodus und Coluber caspius.

## Wirtschaft
Die meisten der etwa 200 ständigen Einwohner leben im gleichnamigen Hafenort überwiegend vom Fischfang. Zur Eigenversorgung werden Hühner- und Ziegenhaltung und von wenigen größeren Bauern Landwirtschaft mit Viehhaltung (Schafe und auch Kühe) betrieben. Bis in die 1960er Jahre wurden die Eicheln der Valonea-Eiche gesammelt.
Der Tourismus spielt auf der mit regelmäßigen Fähren von Limnos aus zu erreichenden Insel bisher kaum eine Rolle. Sie verfügt über schöne Strände, die allerdings häufig mit Plastikabfällen oder Schafskadavern verschmutzt sind.

## Populärkultur
Die Insel diente als Vorlage für die Karte „Stratis“ im 2013 erschienenen Computerspiel ArmA 3.